# Umor
Umor byl bulharský chán vládnoucí od srpna do září 766. Za svého nástupce jej vybral Sabin poté, co byl donucen utéci kvůli vzpouře bojarů do Byzance. Umor vládl pouze 40 dní a následně byl svržen. Na jeho místo nastoupil chán Tokt.